# مأموریت به مسکو
«مأموریت به مسکو» (انگلیسی: Mission to Moscow) فیلمی در ژانر درام به کارگردانی مایکل کورتیز است که در سال ۱۹۴۳ منتشر شد.

## بازیگران
- والتر هیوستون
- آن هاردینگ
- اسکار هومولکا
- جورج توبیاس
- جین لوکارت
- النور پارکر
- هنری دانیل
- فلیکس باش
- مورونی اولسن
- سید شریس
- دوریس لوید
- چارلز تروبریج
- فرانسیس پیرلوت
- فرانک پولیا
- ژرژ رناونت
- هلموت دانتینه
- ایوان لبدف
- ژان دل وال
- جوزف کرئان
- لامزدن هیر
- موریس شوارتز
- مایکل ویزاروف
- مایک مازورکی
- مینور واتسون
- ویرجینیا کریستین
- لیف مک‌کی
- فرد آلدریچ